# Evan Spiegel
Evan Thomas Spiegel (Los Angeles, 4 de juny de 1990) és un home de negocis nord-americà, fundador i CEO de l'empresa multinational Snap Inc., que va fundar com a Snapchat Inc., al costat de Bobby Murphy i Reggie Brown quan eren estudiants a la Universitat Stanford. Spiegel va ser nomenat el milionari més jove el 2015 i el 2019 es mantenia entre els joves més rics dels Estats Units.

## Primers anys i educació
Evan va néixer a Los Angeles, Califòrnia com el primer fill de John W Spiegel i Melissa Ann Thomas, tots dos advocats. Té dos germans menors. Spiegel va créixer a Pacific Palisades, Califòrnia, on va ser criat a l'Església episcopal. Va ser educat a Crossroads School a Santa Mònica, i va assistir a la Universitat Stanford.
Spiegel va prendre classes de disseny a l' Otis College of Art and Design quan encara era a la secundària i va assistir a l' Art Center College of Design a Pasadena durant un estiu abans d'entrar a Stanford. També va treballar com a becari a Red Bull. Encara sent estudiant, va treballar per a una companyia de biomedicina, a Ciutat del Cap, Sud-àfrica, ia Intuit, en el projecte TxtWeb. Spiegel és membre de la fraternitat Kappa Sigma.

## Carrera profesional
A l'abril de 2011, mentre estudiava disseny de productes a Stanford, Spiegel va proposar una aplicació amb missatges efímers com un dels seus projectes, una idea de la qual van fer mofa els seus companys. Més tard aquest any, Spiegel va treballar amb Bobby Murphy i Reggie Brown per llançar el prototip del seu projecte anomenat inicialment "Picaboo", el qual més tard va ser canviat per Snapchat. La popularitat de l'aplicació va créixer notablement i el 2012, Evan va deixar Stanford per centrar-se a Snapchat poc abans de completar la seva carrera. A finals del 2012, la seva aplicació havia arribat al milió d'usuaris diaris actius.
El febrer de 2017, Spiegel i Murphy es van comprometre a donar 13.000.000 accions durant els 15–20 següents anys a les arts, educació i la joventut.
Al juliol de 2018, Spiegel va revelar a "Stay Tuned", el programa de NBC News sobre Snapchat, que havia completat els requeriments de la seva carrera i s'havia finalment graduat aquell any. Va declarar que el seu primer fill, Hart Kerr Spiegel, havia estat la seva motivació per finalitzar els seus estudis per inspirar el seu fill a graduar-se també.

## Vida personal
El 2015 va començar una relació amb Miranda Kerr (anteriorment model de Victoria's Secret), amb la qual es va comprometre al juliol de 2016. La parella es va casar el maig del 2017, en una cerimònia íntima celebrada a Los Angeles a la qual només hi van assistir 45 persones. A mitjans de novembre del 2017, la parella va confirmar que estaven esperant el seu primer fill en comú. El 7 de maig de 2018 va néixer el seu primer fill, Hart Kerr Spiegel. El març del 2019 es va donar a conèixer que la parella estava esperant el seu segon fill junts. L'octubre del 2019 va néixer el seu segon fill, un altre noi, que van anomenar Myles Spiegel. Francòfil, va aprendre l'idioma francès i el setembre del 2018 va obtindre la nacionalitat francesa juntament amb el seu fill Hart gràcies al principi d'"estranger emèrit".